# スペオペヒーローズ
スペオペヒーローズは、宇宙の悪漢と戦うヒーローを扱うスペースオペラ（以下「スペオペ」と略称する）TRPG。山北篤とギルドマスター著。ホビージャパンから1992年11月30日に刊行された。
判型はA4変形判である。
別項の新星界スターロードはサブタイトルにスペオペヒーローズ 2ndシリーズとある通り、スペオペヒーローズの続編と位置付けられている。

## システム面の特色

### キャラクターメイキング
スペオペの登場人物の類型がアーキタイプとして用意されており、キャラクター作成が簡略化されている。アーキタイプには、主人公向き、副主人公向き、補佐役向きといったような分類がなされている。
スキル（技能）の追加取得には、プレイヤーに自由裁量の余地が残されているため、同じアーキタイプを用いてもバリエーションを持たせる事ができる。スキルは汎用スキルと専門スキルに大別され、スキルを所持していない場合の判定方法が異なる。

### 判定
判定は能力値+スキル（技能）+6面体サイコロで難易度以上でれば成功である。
6面体サイコロの数はアーキタイプのアクションポイントとして設定されている。そのサイコロの目を合計するのではなく、一番高い目を1つ採用する。その際、6の目が出たサイコロは再度振って、振り足す事ができる。
- 判定の例
  1. 3個のサイコロを振って、出目が(1,6,6)の場合、6の目が出た2個をそれぞれ振り足せる。
  2. その際の出目が、(2,6)ならば、再度、6の目が出た1個を振り足せる。
  3. その際の出目が、(3)ならば、最終的に、6+6+3=15の出目と見做し、これに能力値、スキル（技能）値を加えて判定を行う。

汎用スキルに分類される判定ではスキルを所持していなくてもスキルレベル=0として前述の判定式を用いるが、専門スキルに分類されるスキルはスキルを所有していないキャラクターが判定を行う場合に能力値を足せずサイコロの出目のみで判定を行う。また、ヒーローポイント（後述）の使用方法の1つに、一時的に専門スキルを0レベルで所持しているものとして能力値を足して判定を行うこともできる。

### ヒーローポイントとネガティブヒーローポイント
このゲームを特徴付けるものとして、ヒーローポイントとネガティブヒーローポイントがある。ヒーローポイントの概念を採用したゲームは、他にも存在するが、ネガティブヒーローポイントの概念を採用したゲームは、このゲームが最初である。
ヒーローポイントを使うことにより失敗した判定を成功に、成功した判定をさらに成功段階を上げることができる。また、通常は1度に1点しか使用できないヒーローポイントが、キャラクターの負傷度に応じて、1度に複数ポイントを使用することができるようになる。このため、終盤の戦闘などで大怪我をした主人公（または、主人公の仲間）が奇跡の大逆転を演出することがシステム的に可能になっている。
ネガティブヒーローポイント(NHP)とは、ゲームマスターがプレイヤーにヒーローポイントを1ポイント与えることによりプレイヤーキャラクターの行動判定を自動的に失敗にできることである。つまりNHPをもらえばもらうほど後で使えるヒーローポイントが増えるのである。これによってスペオペにおけるヒーローは物語の初期においては、容易な行為判定であっても失敗し危機に陥る。例えば、物語の序盤では、なぜか重要な情報に気づかない（気づく判定に成功しても、NHPで判定失敗にできる）、序盤の戦闘で不覚を取って負傷する、遭難ネタをやろうとしているのに宇宙船の整備や航行に気を使うPCを制止する、というように、ゲームマスターがストーリーのコントロールをやりやすくなっている。

## サプリメント
- スペオペヒーローズ2

山北篤とF.E.A.R.著。
1994年12月10日、ホビージャパンからA4変形判で刊行された。 
アーキタイプの追加、宇宙船の作成方法、プレイで使える「クサいセリフ」、敵の類例、サンプルシナリオなどが掲載されている。